# Quercus acuta
Quercus acuta Thunb. è un albero della famiglia delle Fagaceae. È diffuso in Giappone, Corea del Sud, Taiwan e in Cina nel Guizhou e nel Guangdong.